# Stijn Vandenbergh
Stijn Vandenbergh (* 25. April 1984 in Oudenaarde) ist ein ehemaliger belgischer Radrennfahrer.

## Sportliche Karriere
Stijn Vandenberg gewann 2004 die U23-Austragung des belgischen Frühjahrsklassikers Omloop Het Volk.
Seinen ersten Vertrag bei einem Radsportteam der höchsten Kategorie hatte er 2007 bei Unibet.com. Für diese Mannschaft entschied er eine Etappe und die Gesamtwertung der Irland-Rundfahrt 2007 für sich.
2009 und 2010 bestritt er die Tour de France, bei seiner ersten Teilnahme belegte er Platz 39, im Jahr danach konnte er die Rundfahrt nicht beenden. 2012 startete er im Straßenrennen der Olympischen Spiele in London und belegte Rang 100.
Nachdem seine letzte Mannschaft Ag2r La Mondiale ihm keinen Vertrag mehr für die nächste Saison anbot, beendete Vandenberg zum Jahresende 2020 seine Karriere als Aktiver.

## Erfolge
2004
- Omloop Het Volk (U23)

2007
- Gesamtwertung und eine Etappe Irland-Rundfahrt

2016
- Mannschaftszeitfahren Tour de San Luis
- eine Etappe Valencia-Rundfahrt